# New York City Department of Parks and Recreation
New York City Department of Parks and Recreation, ou simplesmente The Parks Department, é uma agência governamental subordinada à Prefeitura de Nova Iorque responsável por manter e preservar os parques públicos da cidade. Atualmente mantém sob sua jurisdição todos os parques dos cinco boroughs de Nova Iorque, totalizando uma área de 28 000 acres.